# Вид Гадзады
«Вид Гадзады» (итал. Veduta di Gazzada) — картина итальянского живописца Бернардо Беллотто (1720-1780), представителя венецианской школы. Создана в 1744 году. С 1831 года хранится в коллекции Пинакотеки Брера в Милане.

## Описание
В 1744 году Беллотто совершил длительную поездку по Италии. Две картины, хранящиеся в Пинакотеке Брера, «Вилла Мельци в Гадзаде у озера Варезе» и «Вид Гадзады», художник очевидно создавал как пару.
На картине изображен поселок Гадзада, который возникло вокруг церкви, расположенной возле окруженного лесами озера Варезе. Скромный сельский пейзаж значительно отличается от монументальных и оживленных каналов Венеции, которые Беллотто изображал ранее, пробуя свои силы, следуя указаниям Каналетто. Даже если Беллотто в будущем писал в основном городские виллы, этот пейзаж является свидетельством самобытного восприятия природы художника. Непритязательная архитектура, трогательная простота окружение тщательно подсветлены, в то время как кроны деревьев изображены со спокойной точностью в зеленых и коричневых тонах.
Полотно создает впечатление пленэрной живописи, впрочем художник следовал практике Каналетто: то есть с большой тщательностью писал с натуры, а потом дорабатывал картину в мастерской.